# 满洲农产化学工业株式会社
满洲农产化学工业株式会社是一家曾存在于满洲国奉天市（今辽宁省沈阳市）的特殊化学公司。该公司以其奉天工厂而闻名，该工厂是味精等发酵产品的生产基地。战后，其奉天工厂被国民政府接收，最终演变为沈阳红梅味精厂。如今，工厂原址的一部分，特别是其分解过滤车间旧址，已被列为沈阳市文物保护单位，并成为“红梅1939文化创意园”的核心部分。

## 历史沿革

### 满洲农产化学工业株式会社
满洲农产化学工业株式会社的建立与味之素的母公司铃木商店在满洲的业务扩张紧密相关。自1914年起，味之素产品便开始在中国东北地区构建了销售网络，并沿着南满铁路沿线逐步渗透市场。1939年3月，铃木商店分别在满洲国的核心城市奉天成立了专门的销售法人——南满味之素贩卖，以便于同满洲各地的特约经销商进行交易，从而规避了因复杂的关税和流通政策可能带来的经营风险。1939年4月，奉天工厂在铁西区破土动工，旨在建立一个从原料处理到成品精制的一体化生产设施。同年6月，为了运营该工厂，满洲农产化学工业株式会社正式成立。1941年，奉天工厂正式完工投产，占地约合26400平方米，设计月产能约560吨。在奉天工厂建设期间，味之素在满洲地区实际上同时运营着另一个生产类似产品的企业——东州大连的昭和工业社。因此，在1941年奉天工厂投产后，味之素在地理位置相近的大连和奉天拥有了两家业务重叠的子公司。随着1941年太平洋战争的爆发，日本的战时经济管制日趋严厉，各类生产资料（尤其是原料和燃料）变得极度稀缺。满洲国政府作为日本的傀儡政权，其经济政策完全服务于日本的战争需求。满洲国政府认为，在物资紧张的情况下，将有限的资源分配给两家“同一资本、同一业种”的公司是一种浪费，不利于战时生产效率的最大化。为此，满洲国政府向味之素总部提出了强烈的合并要求。于是1943年，满洲农产化学工业株式会社正式合并了昭和工业社在大连的味精制造工厂 。1945年8月，日本在第二次世界大战中的败局已定。满洲农产化学工业株式会社开始着手处理善后事宜。公司将库存的产品全部售出，并将所得资金用于支付中国籍员工的退职金和日本籍员工的遣散费及生活津贴。

### 辽宁省营农产化学工厂
1945年10月，中华民国国民政府的军队进驻沈阳，并成立了东北行营物资统一接收委员会。委员会的农林组正式接收了满洲农产化学工业株式会社奉天工厂。奉天工厂被接收后，除少数核心技术人员因协助国民政府方面恢复生产而被要求暂时留任外，大部分人员于1946年被遣返回日本。留下的技术人员在完成技术交接后，也于1947年11月全部返回日本。1946年4月24日，国民政府东北物资统一接收委员会正式将其定名为辽宁省营农产化学工厂，由辽宁省公用事业管理处管辖。然而，国民政府的控制时间非常短暂。1948年11月2日，中国人民解放军占领沈阳，工厂随即由东北行政委员会农林部接收。

### 沈阳味精厂
中华人民共和国成立后，对接收的工业资产进行整合、改造并将其纳入国家计划经济体系，工厂也经历了频繁更名与管理权变更，最终定名为沈阳味精厂（红梅集团）。

## 奉天工厂
满洲农产化学工业株式会社奉天工厂建筑具有重要的技术史价值。工厂厂房被认为是中国近代工业建筑从传统的木结构向现代钢筋混凝土框架结构过渡时期的典型代表。这种结构上的转变，反映了当时国际上先进的工业建筑技术开始被引入中国东北地区，对于研究该区域的建筑技术发展史具有重要的实物例证意义。在工厂的众多建筑中，现今作为工业遗产文物受到保护的核心部分是分解过滤车间旧址。车间保存下来的建筑形态，为研究20世纪上半叶发酵工业的生产流程和技术水平提供了的物证。